# Història de Lagos (Portugal)

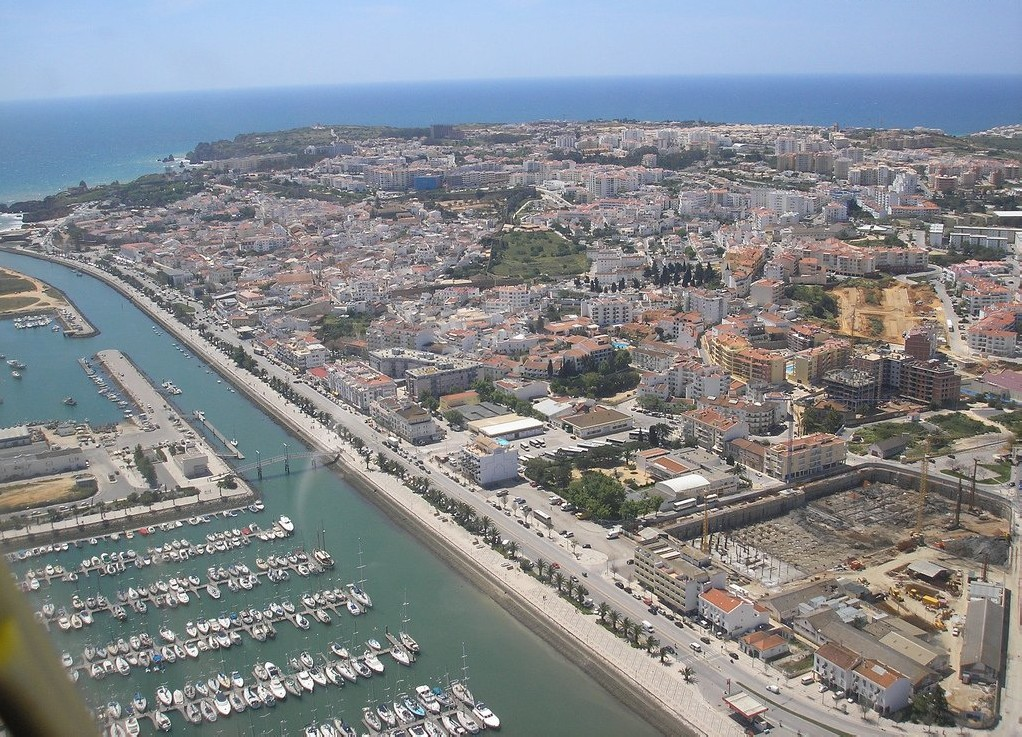
Vista aèria de Lagos

Lagos és una ciutat del Districte de Faro, a Portugal. Segons la tradició, la ciutat fou fundada prop de 2.000 anys abans de la nostra era, i ha estat sota domini dels cartaginesos, romans i musulmans. Després de la conquista cristiana, tingué un paper preponderant en els descobriments, i era la principal ciutat de l'Algarve, posició que prengué Faro després del devastador sisme de 1755. La recuperació en fou difícil per la Guerra del Francés i la Guerra Civil portuguesa; torna a tenir importància a mitjan segle xix, amb el desenvolupament de les indústries, sobretot conserveres. Després de la Segona Guerra Mundial, substitueix les activitats industrials pel turisme.

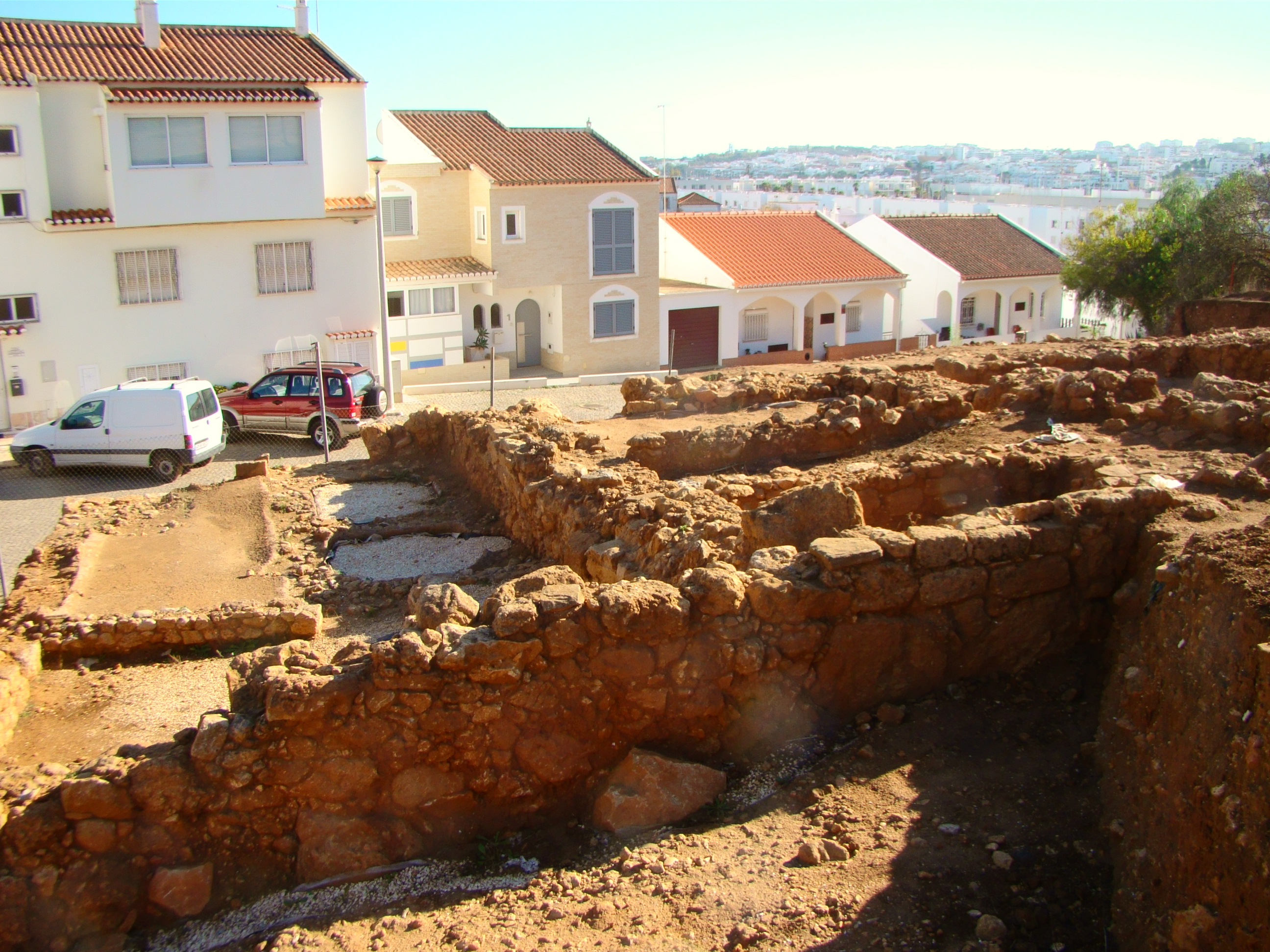
Monte Molião, que preserva parts d'una estructura defensiva (emmurallada) celta que remunta a finals del i III ae

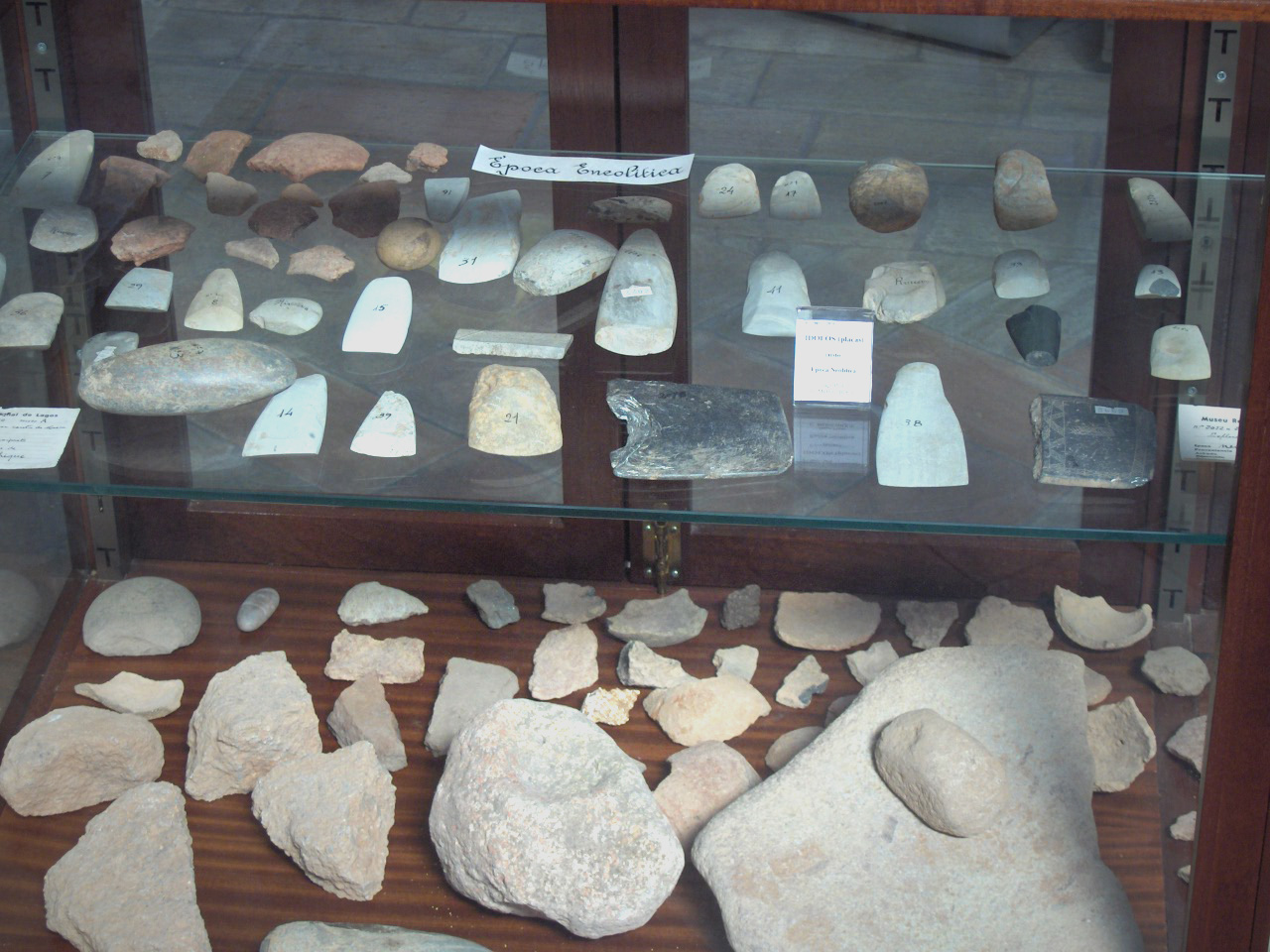
Vestigis de l'època neolítica al Museu de Lagos

## Prehistòriai colonització primitiva
La presència humana al territori que seria Portugal començà en el Paleolític inferior, i en tenim vestigis d'una indústria lítica preacheuliana. Durant l'edat de pedra ja existia una activitat pescadora rudimentària a Lagos, utilitzant hams fets amb banyes de cérvol, trobats per l'arqueòleg Estácio da Veiga en cavernes. Es pensa que llavors hi havia molts cérvols a la regió, doncs se n'han trobat més eines fetes amb banya, que servien per a la collita i sementera de blat, ordi, llegums, etc. Fins a la conquesta romana, s'empraven en la pesca embarcacions fetes de cuir, amb pal de fusta prima. Els productes de la pesca de Lagos, sobretot tonyina i sardina, que eren exportats salats, van arribar a tenir gran fama durant les antigues civilitzacions, i formaven part dels canvis comercials entre la Turdetània i el nord d'Àfrica. L'historiador Faria e Castro va relatar que en la seua època encara existien vestigis de les grans pesques que es feien en l'antiguitat, en especial de tonyina, que es transportava en salaó fins a Cartago, on era molt apreciat. Per confirmar aquesta teoria, Faria e Castro cita diversos autors antics, com Ateneu, Plini i Estrabó, que afirmaven que era prou antiga la pesca de la tonyina a la costa lusitana. L'historiador referia que el transport de peix salat arribava a Grècia, durant l'època d'Hipòcrates. Un dels hàbits coneguts dels mariners era sacrificar una tonyina al déu Neptú, quan era molt abundant la pesca d'aquest peix.
La península Ibèrica fou habitada sobretot pels pobles ibers, i envaïda pels celtes al segle iv aC. Segons la tradició, sobre el 1899 ae fou fundat un poblat denominat Lacóbriga a la zona on és l'actual Lagos, tot i que la localització d'aquest nucli urbà no ha estat totalment determinada; se n'han donat com a hipòtesi Fonte Coberta, Serro da Amendoeira, Paúl, Figueira da Misericórdia, i Monte Molião, i aquest últim lloc n'és el més probable. La formació de la ciutat s'uneix a una llegenda en què un net de Tubal, denominat Brigo, quart rei d'Hispania, edifica algunes ciutats fortificades al llarg del seu territori, que es denominen Brigos en homenatge al fundador. Aquesta llegenda està també relatada en un manuscrit, Fundació de Lagos, que formava part de la biblioteca del Convent da Senhora da Glória, i que afirmava que Brigo havia fundat una població al lloc posteriorment conegut com Paúl da Abedoeira, que rebé el nom de Lacóbriga. João Baptista Carvalho opinava que la ciutat de Lacóbriga havia estat creada al 1006 ae, basant-se en l'obra Euchiridion dels Temps, mentre que l'Encyclopedia Portuguesa Illustrada - Diccionari Universal referia que segons Cardoso Rodrigues, Mendes da Silva i altres autors, la ciutat havia estat edificada per Brigo al 1899 ae. El Diccionario Corographico de Francisco Cardoso de Azevedo informava que segon algunes fonts, la ciutat havia estat creada el 1897 ae per Brigo, mentre que unes altres n'apuntaven els cartaginesos com a fundadors. L'historiador Florião do Campo va afirmar que la ciutat havia estat fundada pels lacons. El terme Brigo l'explica la revista Archeologo Portuguez com d'origen celta, amb el significat de 'fortalesa'. Les obres Corographia do Algarve i Història del Regiment d'Infanteria núm. 15 consideren Paul com a probable localització de l'antiga ciutat, teoria corroborada per l'arqueòleg Estácio da Veiga, que identificà aquell lloc com la Lacóbriga descrita per Pomponi Mela. A Paul es trobaren vestigis d'ocupació romana. Segons l'Arxiu Històric de Portugal, Lacóbriga se situava a uns 1.500 m del centre de l'actual ciutat de Lagos, mentre que altres autors pensaven que se situaria a Monte Molião, un pujol a 1.200 m del centre, excavat per Estácio da Veiga, on trobaren restes prehistòriques, com ceràmica i ossos d'animals, i romanes com un cementeri, ceràmica i altres objectes, i algunes estructures com una cisterna de 4 m de profunditat.
Els antics geògrafs referiren l'existència de dues ciutats amb el nom de Lacóbriga, i Antoní en dona un nombre encara superior.

Mapa polític i etnolingüístic de la península Ibèrica, al 300 ae

## Contacte amb els fenicis i domini cartaginés
Segons alguns historiadors citats per João Pulo Rocha el 1910, els primers fenicis arriben a la península Ibèrica al voltant del 935 ae, cercant-hi or i argent, i hi tornen uns anys després amb una flota major, que arriba fins al cap de Sâo Vicente. A Lagos s'han trobat vestigis fenicis, com ceràmica al carrer de Barroca, datada dels segles VIII ae al VII ae, i que proven que Lacóbriga tingué contacte amb els pobles d'Orient. No obstant això, els contactes amb els pobles nadius no sempre foren amistosos, i dugueren a enfrontaments amb els fenicis, per això demanaren ajut als seus aliats cartaginesos. Aquests arriben a la península al voltant del 600 ae, i s'hi estableixen. Una altra civilització que també té contacte amb els pobles de la península Ibèrica fou la grega, que estableix colònies comercials en diversos punts del litoral. Segons Plini el Vell i altres historiadors antics, els contactes amb aquestes tres civilitzacions i després amb els celtes foren molt benèfics per als turdetans, entre els quals s'incloïen els lacobrigenses, que aconseguiren un desenvolupament superior cultural i de producció en relació amb altres pobles lusitans. Les tècniques agrícoles permeten l'exportació en grans quantitats de blat, vi, cera i oli, mentre que la indústria pescadora i de salines possibiliten l'exportació de peix. A més, també produïen ceràmica, i teixien amb dibuixos geomètrics, amb què feien roba coneguda com sentulata.
Segons Estrabó, la ciutat fou conquerida pels cartaginesos, dirigits per Amílcar Barca. Els antics cronistes relaten que la ciutat s'arruïnà durant el domini cartaginés, gairebé totalment destruïda en un sisme i conseqüent tsunami al segle iv aC. La ciutat fou reedificada en un nou indret pel capità Boodes o Bohodes, que havia estat enviat de Cartago per a succeir a Hanno. S'han donat diverses dates per a la fundació de la nova ciutat, com el 250 ae o 300 ae, iPomponi Mela i Laimundo de Ortega proposen la data del 400 ae. No obstant això, l'antiga urbs, a Monte Molião, continuà habitada. La ciutat tingué un període de gran prosperitat durant el domini cartaginés, a causa de la gran producció pesquera i agrícola, captura de corall, i a la gran badia que era molt buscada pels vaixells per estar abrigada dels vents dominants.

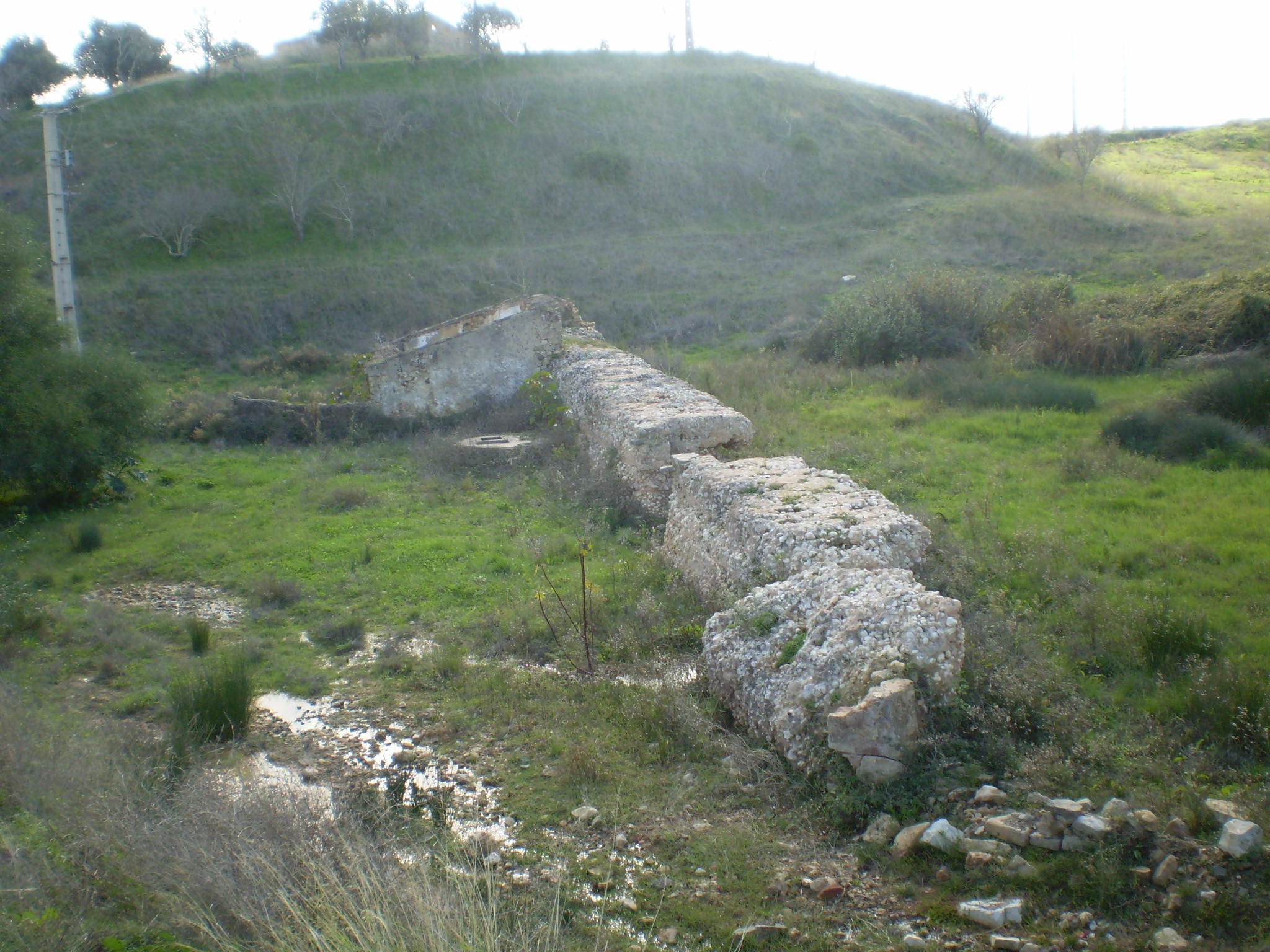
Vestigis de la presa romana de Fonte Coberta, a Lagos

## Domini romà
A causa de la temptativa cartaginesa de dominar la península, els celtibers criden el suport dels romans. Comencen les guerres púniques: el 206 ae Gades (Cadis) es va rendir Roma, i acaba així la Segona Guerra Púnica i el domini de Cartago a la península. La civilització romana comença llavors una sèrie de campanyes militars per dominar tota la península, que van trigar prop de 200 anys. El 155 ae s'inicia la Guerra lusitana. La resistència als exèrcits romans és dirigida per Viriat, entre 147 i 139. Després de la seua mort, la major part de la Lusitània és conquerida pel comandant Dècim Juni Brut Galaic, incloent-hi la ciutat de Lacóbriga. Viriat és succeït per Quint Sertori, contra Quint Cecili Metel Pius i Gneu Pompeu Magne, a partir del 80.
El domini romà marca profundament el futur territori portugués, i la ciutat de Lacóbriga no n'és una excepció; als carrers 25 d'Abril i Silva Lopes s'han trobat restes d'un complex que incloïa salaons, en ús entre els segles II i VI, i el femer d'una fàbrica de ceràmica romana. La ciutat tenia una certa influència en la regió, el seu poder administratiu potser comprenia la població romana de la zona d'Abicada, a la ria d'Alvor. S'han trobat vestigis romans al voltant de Lagos, com ara monedes d'argent i altres objectes metàl·lics, i vestigis d'edificis al voltant de l'actual ciutat, especialment a la zona de Monte Molião. Durant el període romà, el nom de la ciutat va ser alterat de Lacóbriga a Lacobrica.(15)

## Edat mitjana
L'edat mitja és una època de grans transformacions a la península Ibèrica, amb la substitució del domini romà per un Regne visigot, que fou gairebé totalment destruït durant les invasions musulmanes. Després la península és conquistada per les forces cristianes, amb la formació de regnes independents. Un d'aquests és el Comtat de Portugal, gènesi de la nació portuguesa. Totes aquestes fases es reflectiren a l'Algarve, que per la seua situació geogràfica fou una de les primeres zones a ser aconseguides per la invasió musulmana, i la darrera a ser conquistada pels cristians.

Mapa de la divisió de la península Ibèrica al 411

### Domini visigot i musulmà
El domini romà de la península Ibèrica entra en decadència al segle v, amb les invasions dels alans, vàndals i sueus, que havien fet un acord al 409 amb Magne Màxim, pretendent al títol imperial, i al 411 divideixen la península entre si amb l'acord de l'emperador Flavi Honori, que dona Lusitània als alans. El 415 els romans són forçats a demanar auxili als visigots, pels pillatges fets pels alans i els vàndals silinges. Els visigots envaeixen així la península, i la dominen després de la caiguda de les últimes colònies de l'Imperi Romà d'Orient al 624. El 622, Lagos era una seu de bisbat, i aquest any el seu bisbe participa en un Concili Toledà.
La monarquia visigoda en la península dura prop de 300 anys, fins que s'extingeix al segle viii, amb la invasió dels pobles islàmics, que venen del nord d'Àfrica sota el comandament de Tàriq ibn Ziyad. La campanya musulmana comença al 711, i derroten als visigots en la batalla de Guadalete.(28) Lagos és presa pels omíades al 716, donada a Abd-ar-Rahman I, emir de Qúrtuba.(25) La població és anomenada Halaq Al-Zawaia o Al-Zawaia, que, segon alguns autors, significa 'Monestir musulmà', 'llac' o 'pou'. Durant el domini musulmà, Lagos sofreix un fort declivi, i esdevé un llogaret. És possible que el Castell de Lagos haja estat construït durant el domini musulmà.

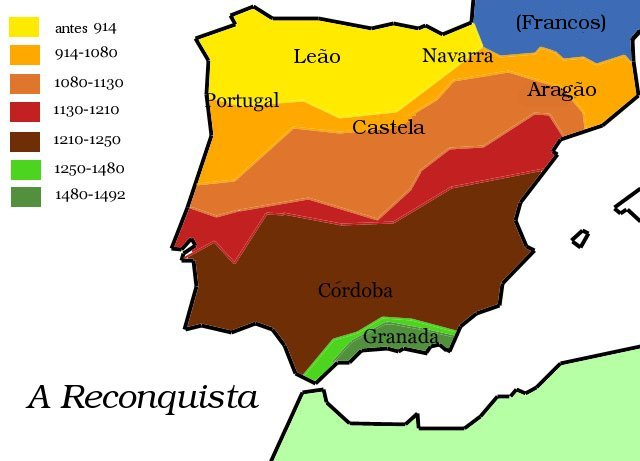
Fases de la conquesta cristiana de la península Ibèrica

### Conquesta cristiana i independència portuguesa
La conquista cristiana comença amb la seua victòria en la batalla de Covadonga i progressa lentament, de nord a sud: Lisboa es conquista al 1147, Évora al 1165, i Serpa al 1866. Lagos, segons alguns autors, és donada pel rei Alfons al bisbe de Silves, Nicolau de Santa Maria. El 1174 s'hi construeix la Capella de Sâo João Baptista, segons indicava una làpida que hi havia junt a la porta.
El 1190, el bisbe de Silves donà l'església de Lagos al Monestir de São Vicente de Fora, i llavors a penes era un llogaret. Lagos fou reconquerida el 1191 per l'emir de Sevilla, Abu-Yússuf Yaqub al-Mansur.
El rei Sanç II pren Aljustrel el 1234, Mértola el 1238, i Alvor el 1240, mentre que el seu successor, Alfons III de Portugal, conquesta la resta de l'Algarve el 1249, en una campanya comandada per Paio Peres Correia. Lagos es pren entre 1241 i 1249. Els musulmans fugiren cap a Àfrica, després de destruir els seus edificis perquè no els aprofitaren els cristians. La població poc després fou habitada per pescadors. Alguns anys després del renaixement de Lagos, la població fou atacada per forces del nord d'Àfrica, que capturaven ramat i raptaven persones, per vendre-les com a esclaves. Alfons IV va ordenar la construcció de muralles al voltant de la ciutat, que protegien l'àrea entre la Porta de Vila, la futura església de Santo António, el castell i la Porta de Sâo Gonçalo.
La civilització musulmana deixà profunds traços en la cultura de Lagos, com ara l'ús del bioco (capa amb caputxa), utilitzat per les dones àrabs per a cobrir la cara, que va ser adoptat per les habitants cristianes fins que fou prohibit pel Governador Civil de l'Algarve, Júlio Lourenço Pinto, al 1892.

Església de Sâo Sebastião

Alfons X de Castella, que considerava tenir dret a l'Algarve per haver-li estat donada per l'emir Musa ibn Mohammad ibn Nassir ibn Mahfuz, envaí la regió i conquerí alguns pobles; nomenà un nou bisbe per a Silves, Roberto, al qual donà el llogaret de Lagos. El servei militar a Lagos començà poc després de la conquista cristiana, i les tropes lacobrigenses destacaren en les guerres ferrandines i durant la Crisi de 1383–1385.
En la primera meitat del segle xiv, ocorre un conflicte entre el rei Alfons IV i Alfons XI de Castella, durant el qual hi hagué una batalla naval junt al cap de Sâo Vicente, on els castellans isqueren victoriosos.
Segons Silva Lopes, uns immigrants sicilians van iniciar la pesca de la balena a Luz, durant el regnat d'Alfons III o de Donís. Llavors, la població es denominava Lagus. Gonçalo de Lagos degué nàixer al 1360.
Segons el pergamí Antiguitats de Lagos i les seues esglésies, el 1325 s'edificà l'Ermita de Nossa Senhora da Conceição, posteriorment església de Sâo Sebastião, i el 1415 es construiria una església dedicada a Santa Maria da Graçia.
En 4 de maig de 1397, l'almirall castellà Diego Hurtado de Mendoza confiscà, a Lagos, diverses galeres portugueses que portaven farina de Gènova. Prop de 400 mariners d'aquestes galeres van ser ofegats per ordres de l'almirall, que venjava així el seu pare, Pedro González de Mendoza, mort en la batalla d'Aljubarrota. El 1444 s'hi va obrir el primer mercat d'esclaus d'Europa, de resultes d'una expedició de sis caravel·les cap a Guinea, que no va arribar al seu objectiu però que pel camí va capturar nombrosos negres.
Durant el regnat de Joan I, va ocórrer un incident a Lagos que produí una greu crisi diplomàtica entre les nacions portuguesa, anglesa i espanyola, quan un vaixell castellà arribà a Lagos amb intenció de fer negoci, però la tripulació va ser tot just tractada pels habitants britànics de la vila, que ja s'havien establert en gran nombre. El rei de Castella va denunciar el cas a Joan I, exigint indemnització pels perjudicis, i aquest envià l'emissari João Viegas a Londres, per informar el rei Enric IV d'Anglaterra sobre aquest incident. El rei anglés va respondre-hi de forma evasiva, i va prometre als queixosos un salconduit per a Anglaterra per presentar les seues al·legacions.

## Edat moderna

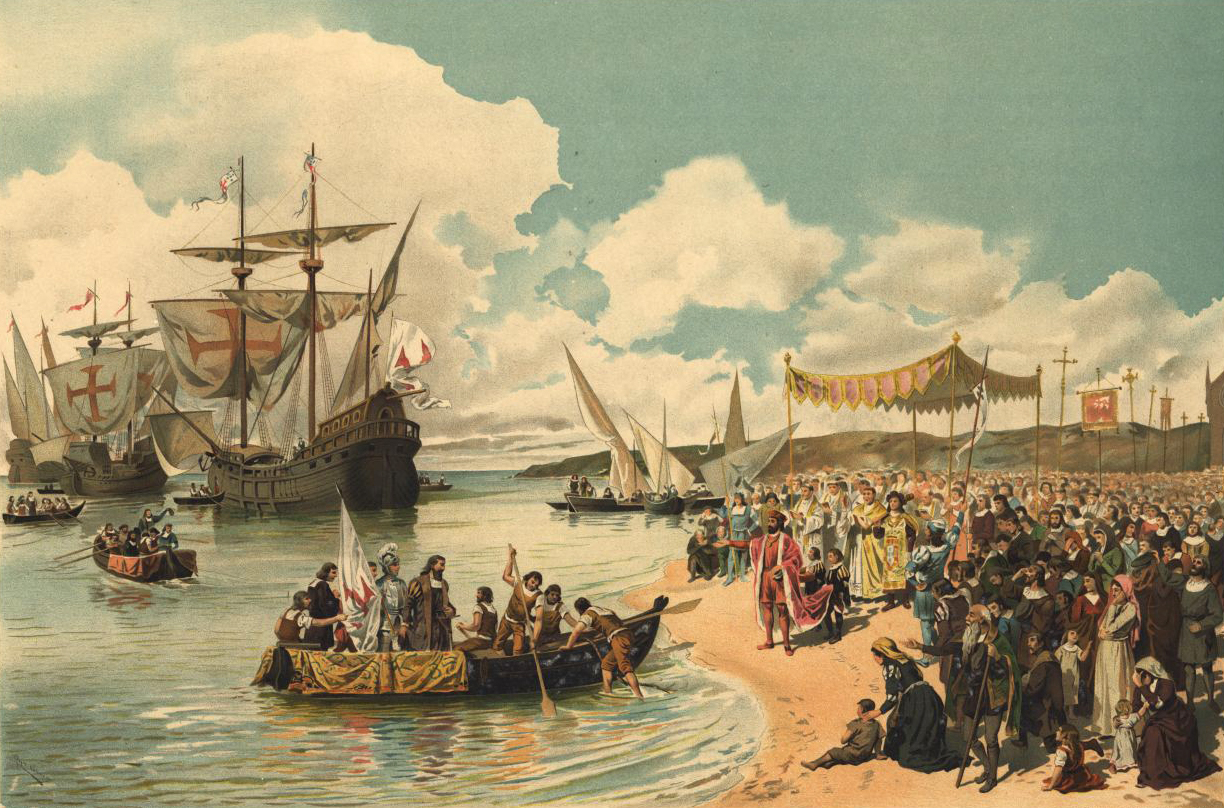
La partida de Vasco da Gama a Amèrica el 1497, quadre de Roque Gameiro

En el segle xv, comencen els Descobriments portuguesos. L'auge dels descobriments s'aconsegueix amb l'arribada de Vasco da Gama a Amèrica el 1498, i l'inici de la colonització de Brasil el 1500. El segle xvi assisteix a la pèrdua de la independència portuguesa, amb el Domini Filipí, que va durar de 1580 a 1640. La fase després de la restauració de la independència inclou un gran nombre de conflictes en defensa de la metròpoli i de les colònies, amb greus problemes econòmics i la pèrdua de grans porcions del territori ultramarí. Encara que la situació millora durant el segle xviii, aquest període queda marcat pel devastador Sisme de 1755.

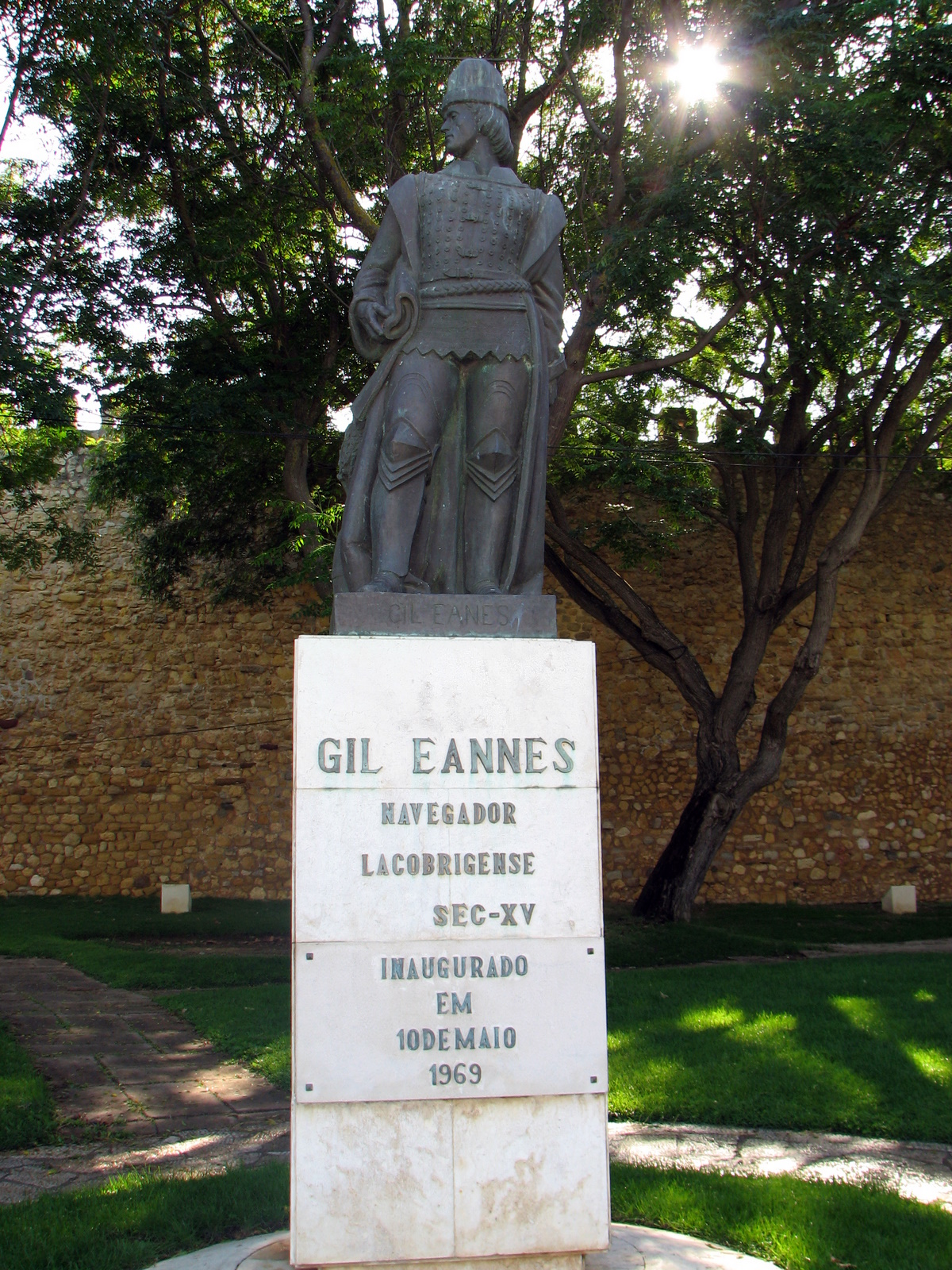
Estàtua del navegador Gil Eanes, al Jardí de la Constitució, Lagos

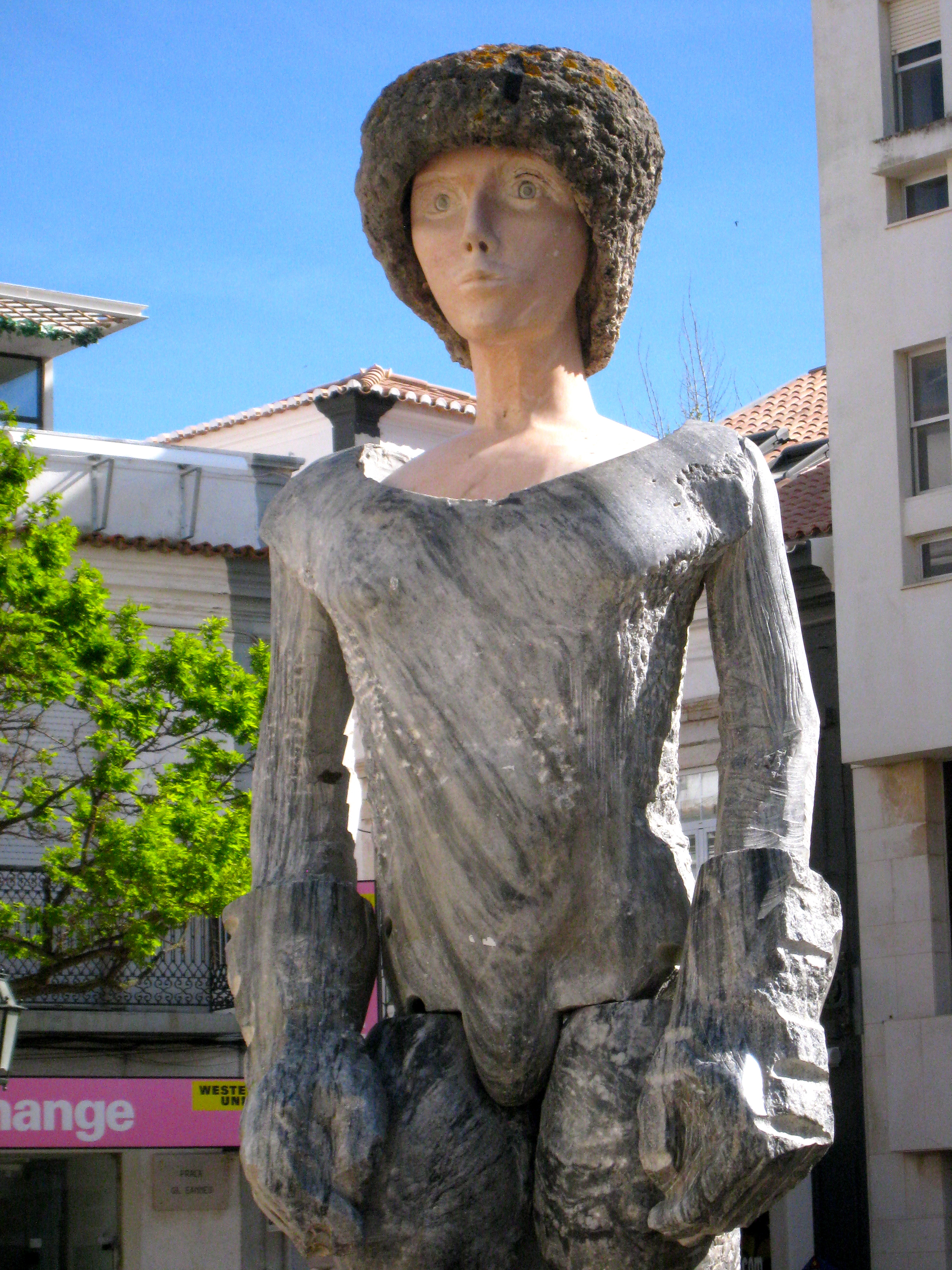
Estàtua de D. Sebastião a Lagos, obra de João Cutileiro

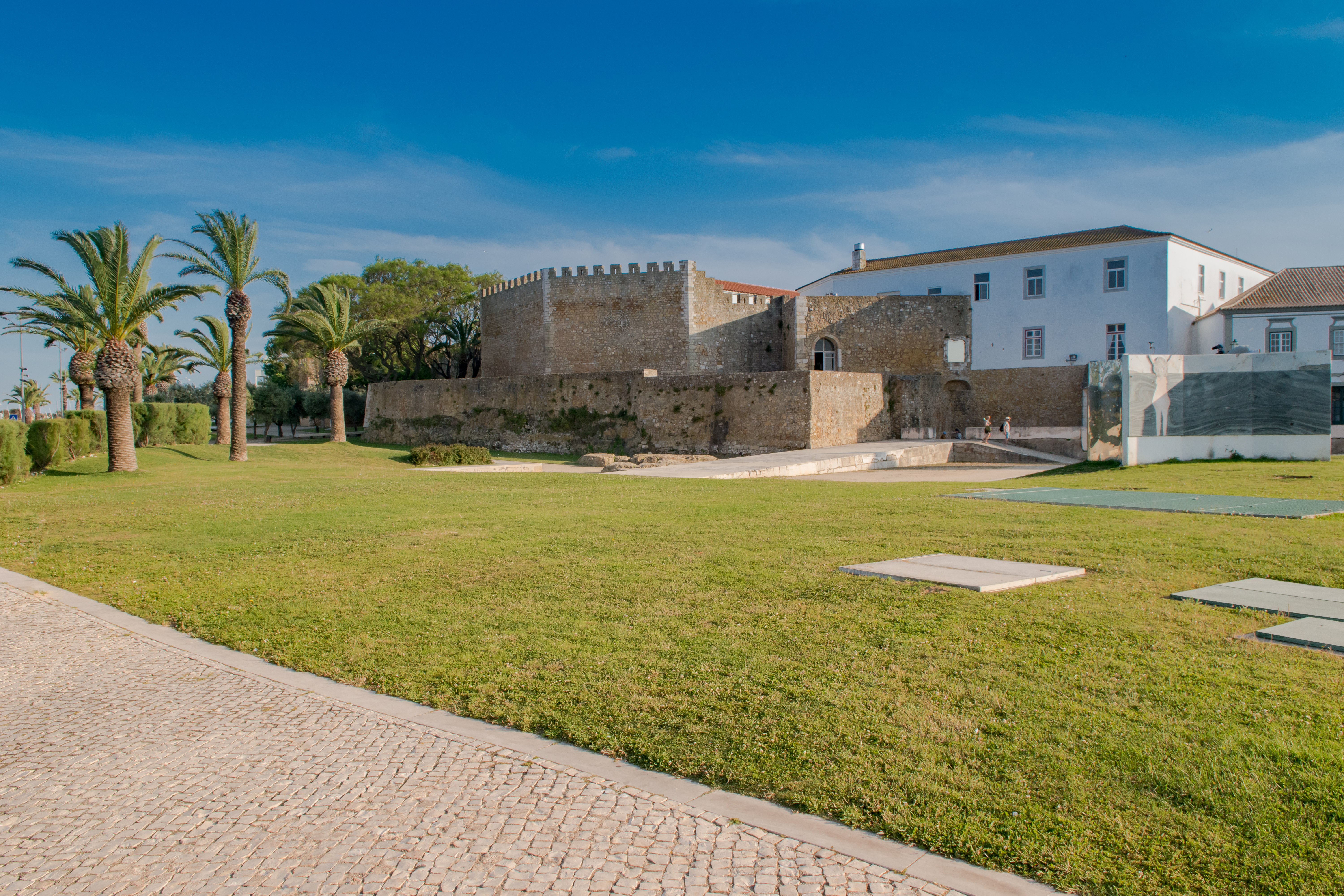
Castell de Governadores, a Lagos

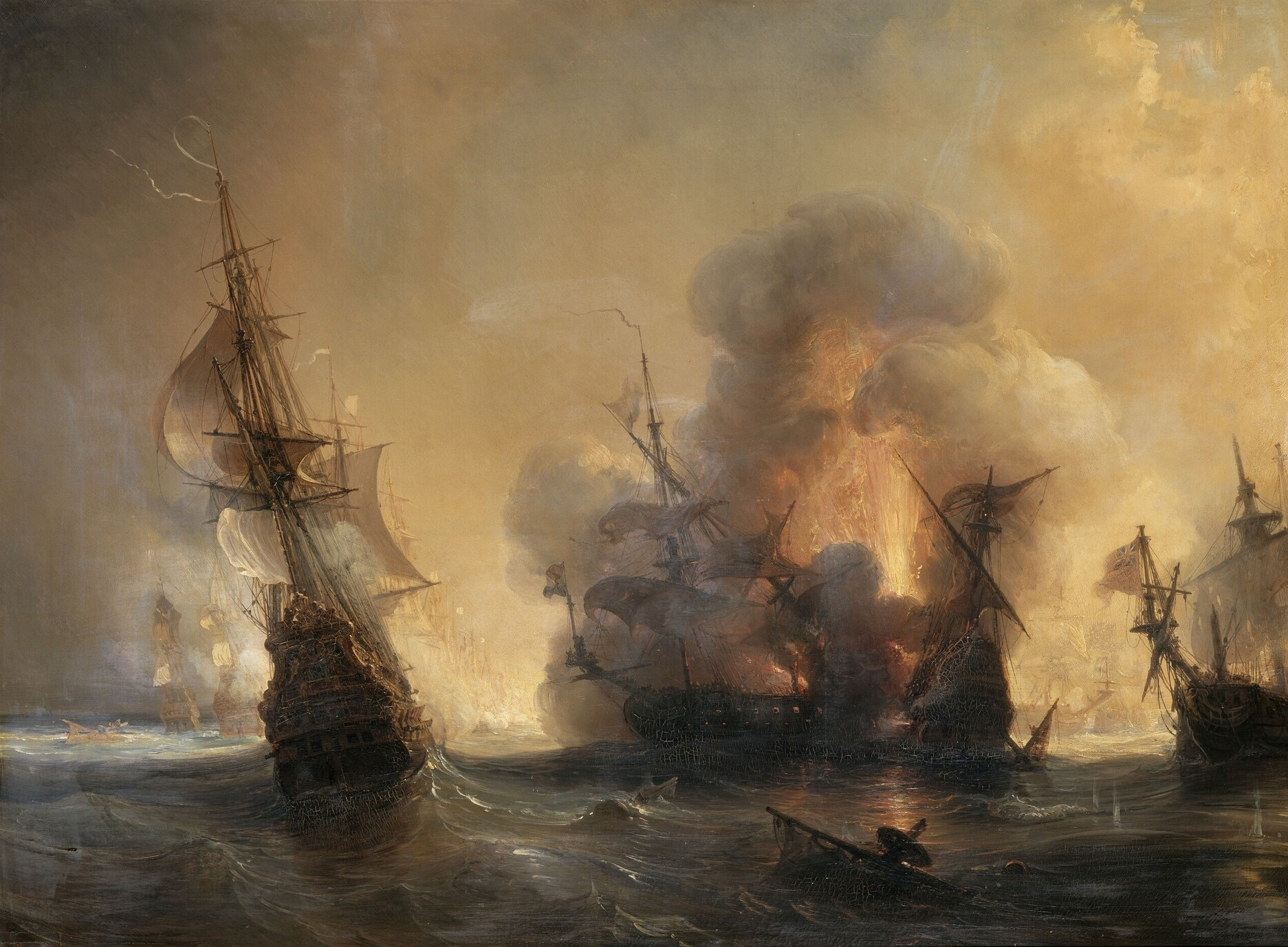
Pintura de la batalla naval de 1693, per Théodore Gudin

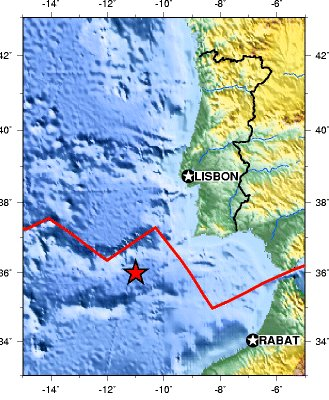
Epicentre del Sisme de 1755

El terratrèmol feu més de 200 víctimes mortals i un gran nombre de ferits, molts dels quals acabarien per morir poc després. Abans del terratrèmol, els censos declaraven que Lagos tenia 3.000 persones i 900 focs. El 7 de febrer de 1756, la cambra municipal envia una representació al govern, i relatava que totes les estructures de Lagos havien quedat destruïdes, i demanava restaurar el pont. La cambra prengué diverses mesures per minimitzar els efectes del terratrèmol, com prohibir l'exportació de ramat, el control de preus dels materials de construcció i dels aliments, i la fixació dels salaris dels obrers. Al municipi també va quedar totalment devastada la població de Bensafrim. El procés de reconstrucció i de recuperació econòmica va trigar més de mig segle, tot i que el poder comercial, militar i administratiu de Lagos adquirit durant la fase dels Descobriments es va perdre irremeiablement.

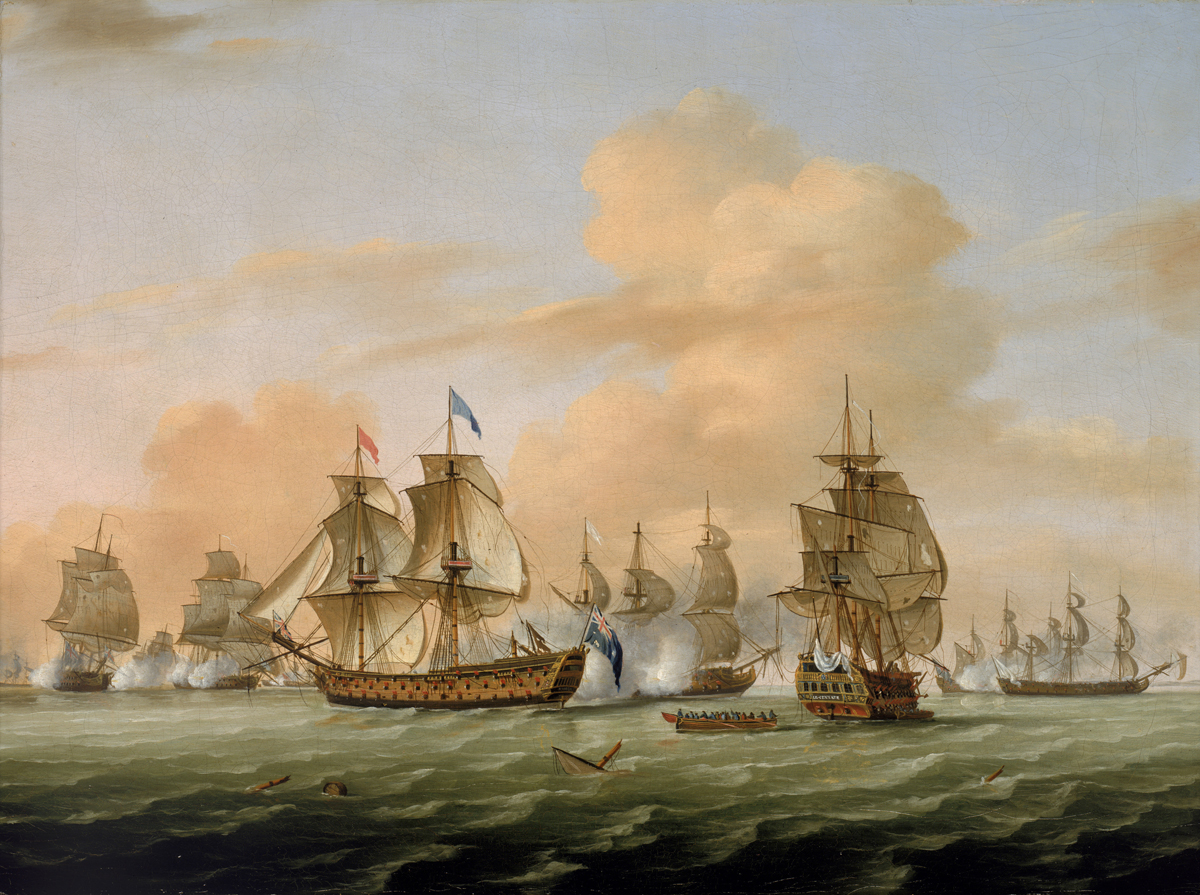
Batalla de Lagos, el 1759

### Fase després del Sisme de 1755
En 1759 va ocórrer una altra batalla naval, que va resultar en la victòria dels britànics sobre els francesos.
El Regiment de Lagos va combatre durant la Guerra dels Set Anys, entre 1756 i 1763, i formà part de la Guerra Gran el 1795 i de la Guerra de les Taronges al 1801, on els defensors van impedir que les forces espanyoles travessaren el Guadiana.
A finals del segle xviii encara es pescava corall a Lagos, com es pot comprovar en un registre del llibre d'ordres de la Plaça de Lagos de 1781 a 1800, que ordenava donar auxili als pescadors que capturaven corall.

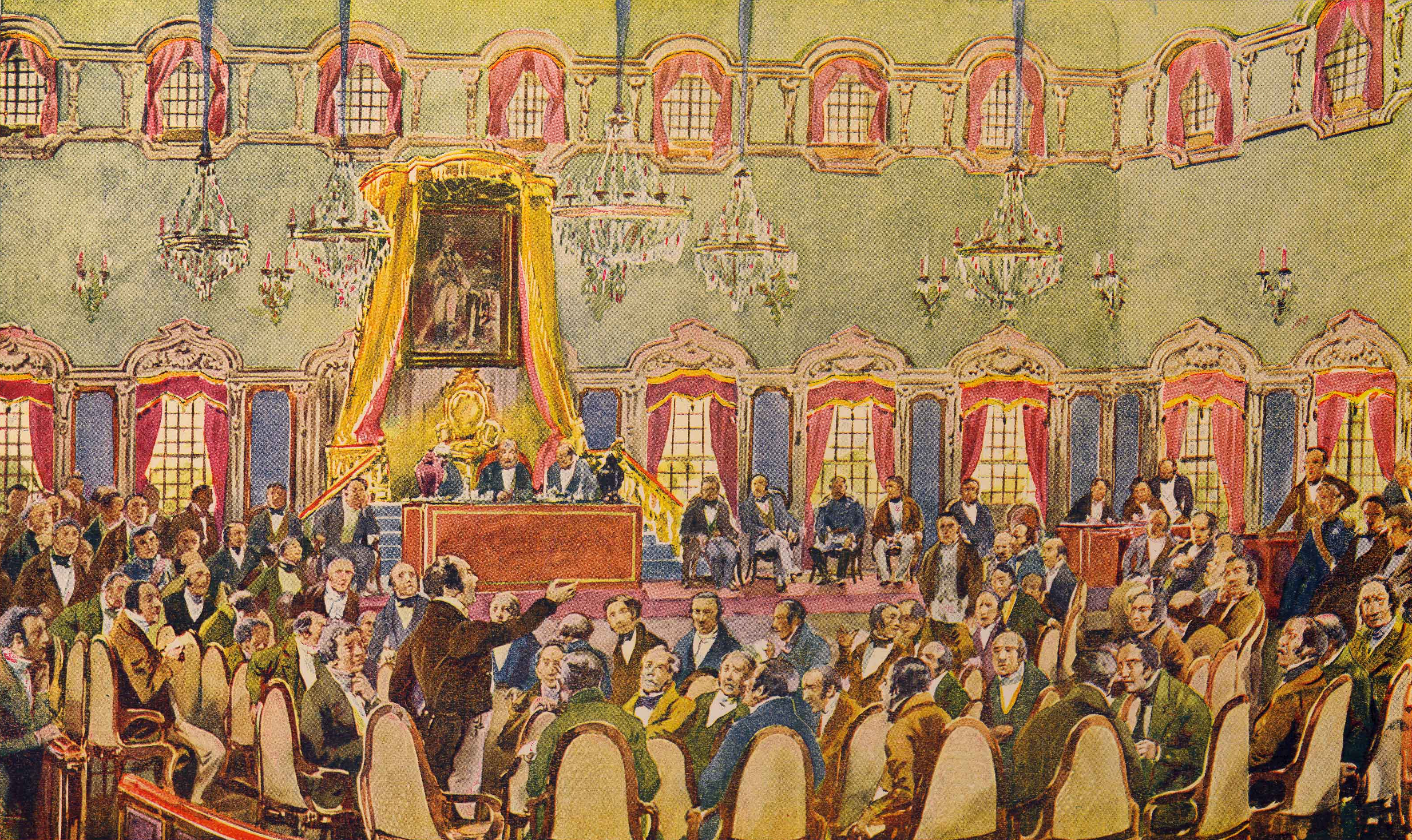
Les Corts Constituents del 1820, per Roque Gameiro

## Història contemporània
El segle xix dugué profundes alteracions al teixit econòmic, polític i social de tot Europa, en gran part pels efectes de la Revolució francesa. A Portugal, els primers anys estigueren marcats per una sèrie de conflictes, primer amb les invasions franceses i després amb enfrontaments interns, que culminaren en la instauració d'un govern liberal, en substitució de la monarquia absoluta. A partir de la dècada del 1850 comença una fase d'harmonia política que permet un gran desenvolupament econòmic i social, tot i que aquesta estabilitat es deteriora a partir de la dècada del 1870, i culmina en la implantació de la República Portuguesa, el 1910. Els primers anys de la república inclouen la Primera Guerra Mundial, i acaben amb la dictadura militar després del colp del 28 de maig de 1926. El règim autoritari es perllonga prop de 48 anys, fins a esfondrar-se per la Revolució dels Clavells de 25 d'Abril de 1974, que reinstaura un govern democràtic. Les diverses mesures instituïdes després de la Revolució de 1974 tingueren profunds efectes en l'economia i en la societat portuguesa, amb l'extinció de les antigues colònies, el retorn de les llibertats cíviques i la integració del país en la Comunitat Econòmica Europea.

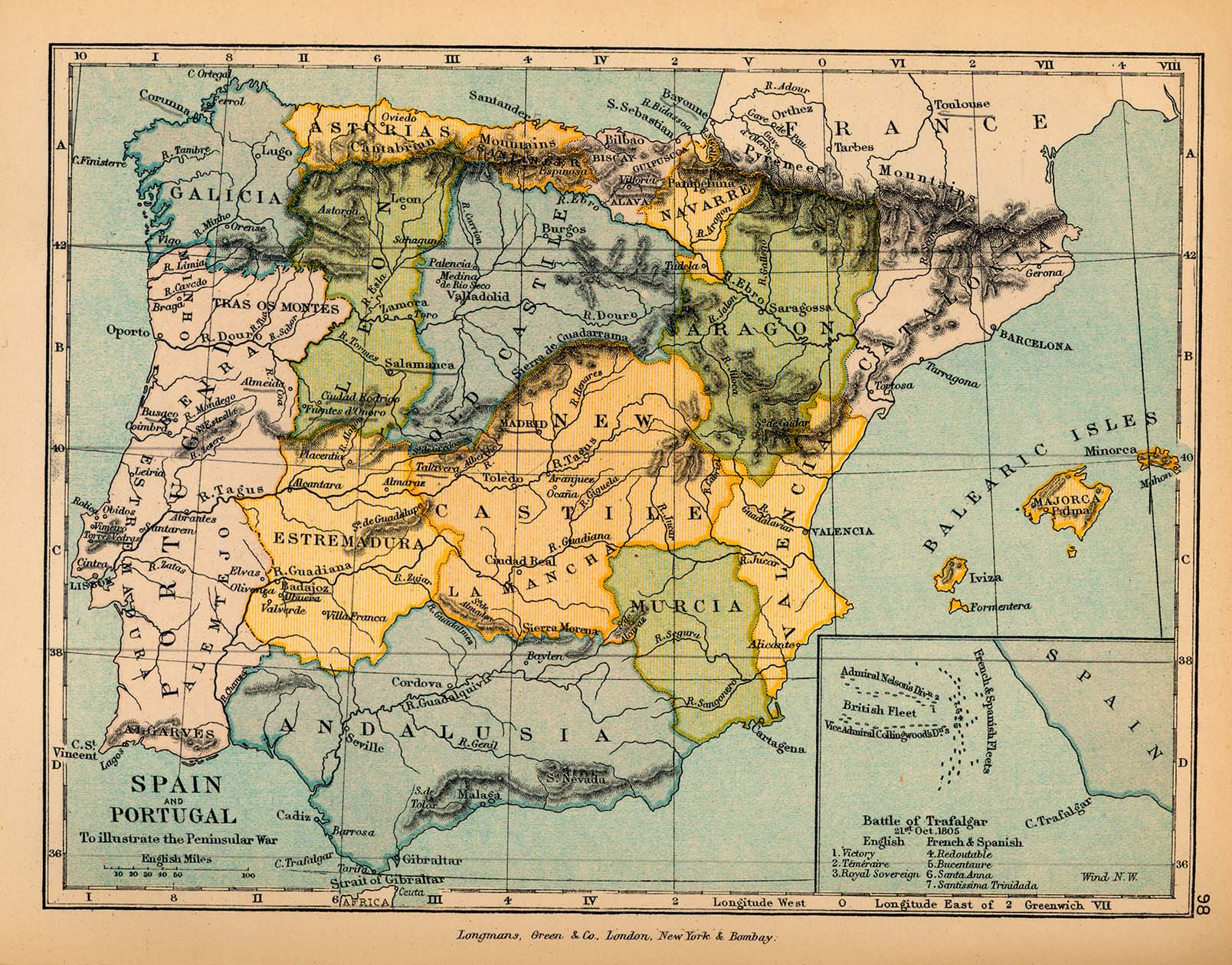
Mapa de la península Ibèrica, durant la Guerra del Francès

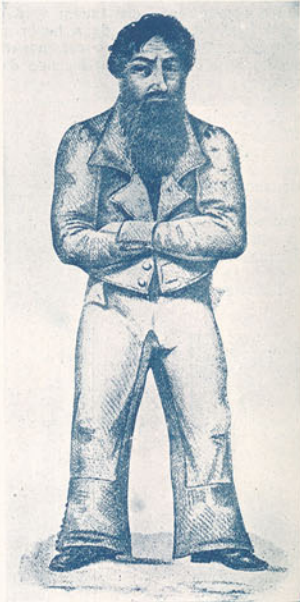
Retrato del comandant miguelista José Joaquim de Sousa Reis, més conegut com Remexido

El 1828, començaren les guerres liberals, que oposaven els partidaris del rei absolutista D. Miguel als liberals constitucionalistes, i que van durar fins a la Convenció d'Évora-Monte, el 26 de maig del 1834. A juliol del 1833, es va donar una batalla naval junt a Lagos, on els liberals van derrotar els miguelistes. No obstant això, el 1836 el comandant miguelista José Joaquim de Sousa Reis, més conegut per Remexido, comença una sèrie de campanyes d'escamot contra alguns punts de l'Algarve, incloent-hi Lagos, que fou diverses vegades atacada i assetjada. José Joaquim de Sousa Reis va ser afusellat al 1838.
El 28 de maig de 1846, el governador de Lagos avisà la Cambra Municipal que havia esclatat una revolució a Sâo Bartolomeu de Messines, i per això les muralles de la ciutat s'haurien de reparar. Aquest any, José Joaquim Grande fou enforcat a Lagos, i aquesta fou l'última pena de mort a Portugal.

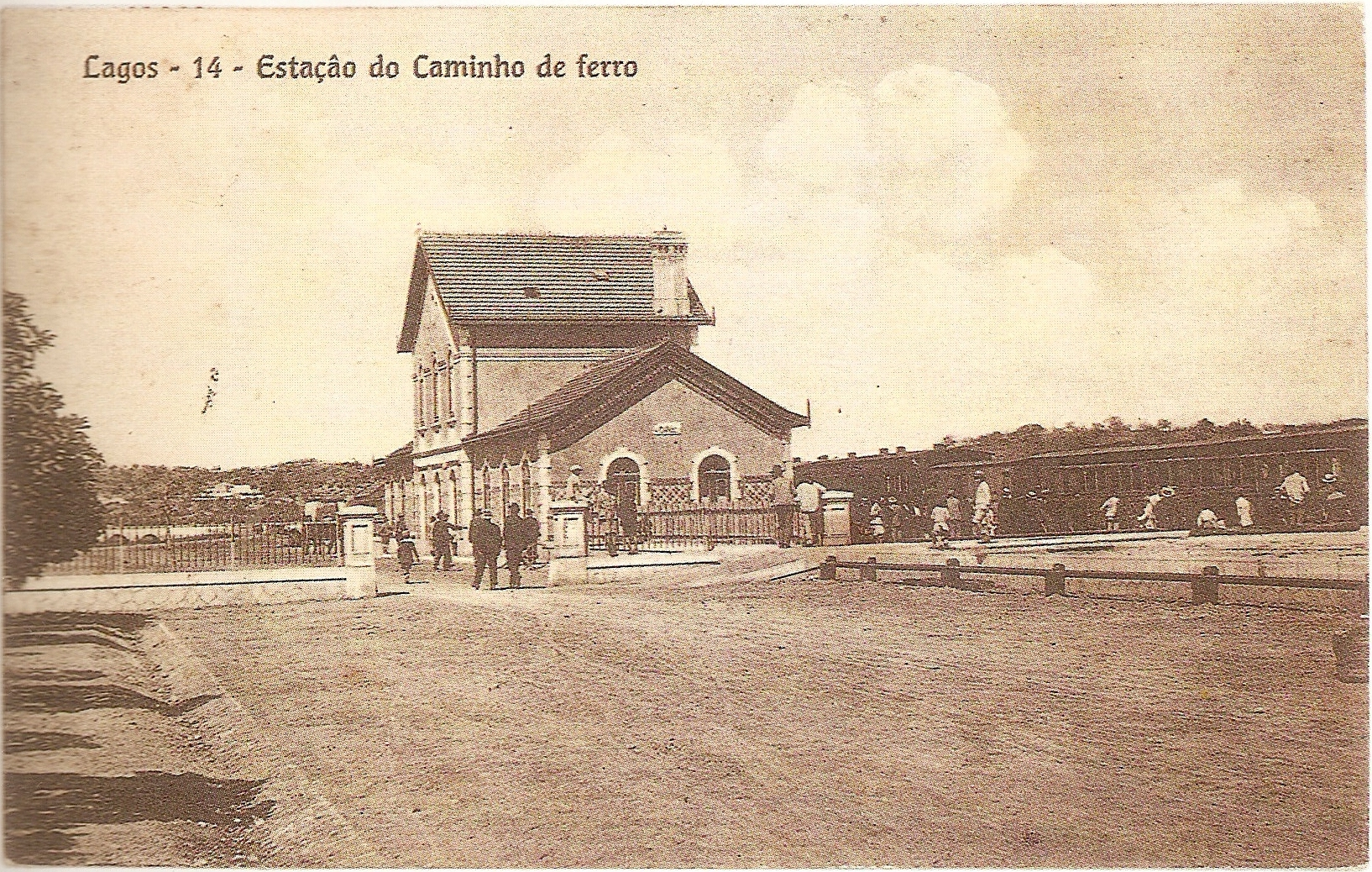
Postal amb l'estació de Lagos, els primers anys

Des de mitjan segle xix i fins a prop de 1960, Lagos fou una ciutat dominada per la indústria, perquè tenia mà d'obra en gran quantitat, una connexió directa a l'interior de l'Algarve, d'on provenien matèria primera i obrers. La primera fàbrica conservera de Lagos va ser F. Delory, que s'hi establí al 1882. La indústria ateny l'auge el 1920, amb 32 empreses a Lagos aquell any.

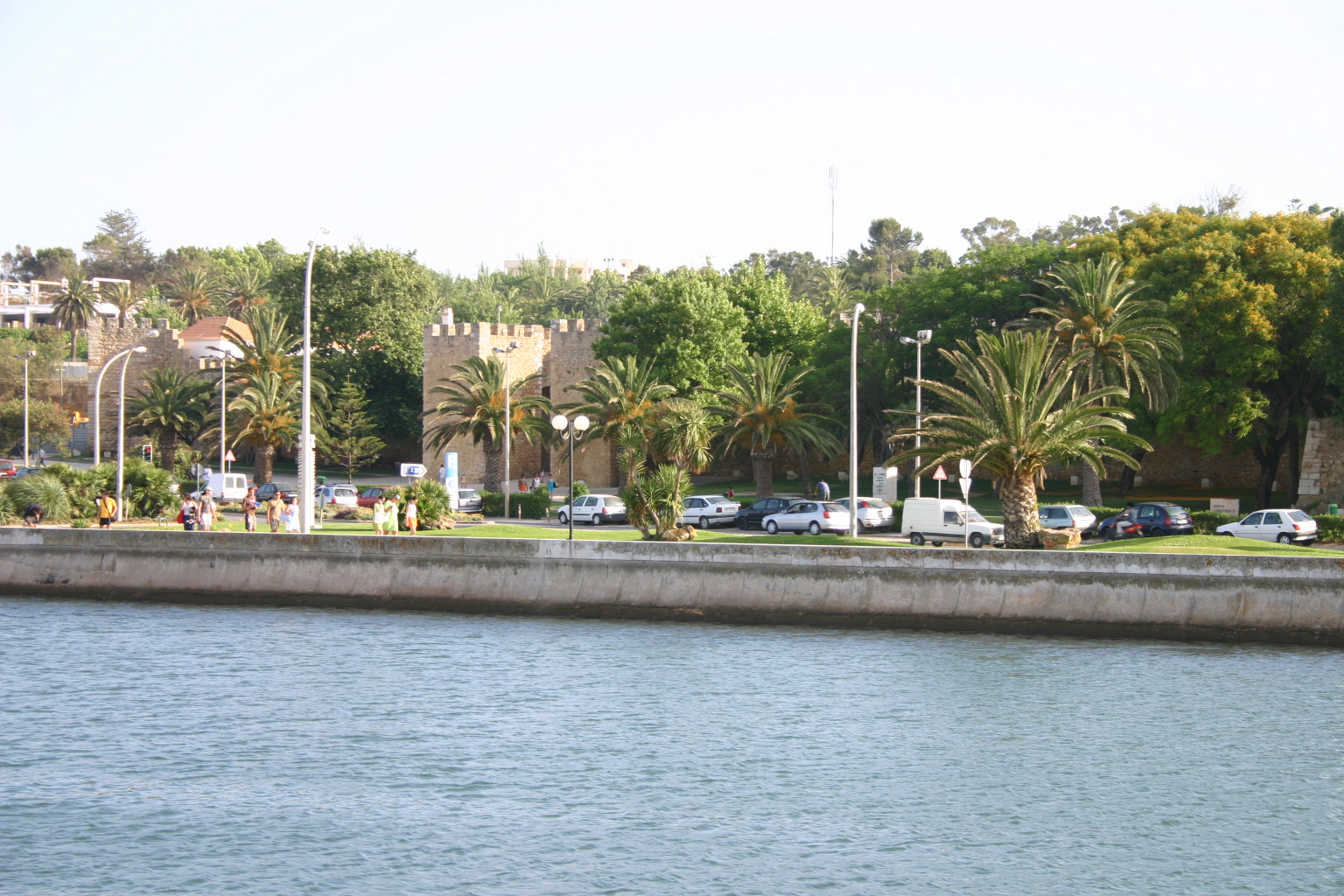
Secció de l'avinguda dels Descobriments, al fons el Jardí de la Constitució

### Postguerra i segle XXI
Després de la Segona Guerra Mundial, la competència dels productes estrangers, la deslocalització de les indústries cap a l'Àfrica del Nord, l'encobriment del port de Lagos i la disminució de la producció pescadora provoquen el declivi de la indústria conservera i d'altres que en depenien. S'arriba així a una decadència econòmica i social, que només seria allunyada en les dècades del 1980 i 1990, amb l'activitat turística. Aquesta tendència es va verificar en gairebé tot el litoral de l'Algarve.